# Delkovec
Delkovec is een plaats in de gemeente Mače in de Kroatische provincie Krapina-Zagorje. De plaats telt 166 inwoners (2001).